# طغیانگران هنر در سال ۲۰۱۷
 طغیانگران هنر عنوانی است از سوی شبکه جهانیِ روزنامه‌نگاری تحقیقاتی (Global Investigative Journalism Network) که طی مراسمی همه ساله هنرمندان طغیانگر در جهان را همراه با جایزه برای تعیین سطح خطر پذیری در هنر معرفی می‌کند. این سازمان این انتخاب را برای تعالی در شفاف سازی در کشورهای در حال توسعه جهان انجام می‌دهد. کشورهایی که هنرمندان و خبرنگاران در آنجا برای شفاف‌سازی مسالمت‌آمیز از طریق هنر با مشکلات جدی مانند تعقیب، تهدید، فشار، زندان و خفقان روبرو هستند. اکنون این ده هنرمند برتر سال ۲۰۱۷ جهان به انتخاب شبکه جهانی روزنامه‌نگاری تحقیقاتی می باشد که به آنان طغیانگران هنر لقب داده اند.

## برگزیدگان سال ۲۰۱۷
1. مایی خویی آهنگساز از ویتنام
2. ناتالیا کالیادا تئاتر از بلاروس
3. ال سکتو نقاش کوبا
4. دیا خان تهیه‌کننده فیلم و موسیقی از پاکستان
5. تدی آفرو خواننده از اتیوپیا
6. حسین رجبیان فیلمساز و مهدی رجبیان آهنگساز از ایران
7. فهمی رضا نقاش از مالزی
8. زهرا دوغان نقاش و روزنامه نگار  از کردستان ترکیه
9. دیوید پولپوس نقاش از آمریکا
10. ویولی اورتگا موسیقیدان ونزوئلا